# No Roots (singolo Alice Merton)
No Roots è un singolo della cantante tedesca Alice Merton, pubblicato il 2 dicembre 2016 come primo estratto dall'EP omonimo e dal primo album in studio Mint.

## Promozione
Nel 2018 il singolo è stato la colonna sonora degli spot della Volkswagen Golf.

## Video musicale
Il videoclip è stato pubblicato il 9 gennaio 2017 sul canale YouTube della cantante.

## Classifiche
| Classifica (2016-2017) | Posizione massima |
| ---------------------- | ----------------- |
| Austria                | 3                 |
| Belgio (Fiandre)       | 5                 |
| Belgio (Vallonia)      | 7                 |
| Canada                 | 97                |
| Francia                | 41                |
| Germania               | 2                 |
| Italia                 | 7                 |
| Polonia                | 9                 |
| Regno Unito            | 52                |
| Russia                 | 4                 |
| Slovenia               | 3                 |
| Stati Uniti            | 84                |
| Svizzera               | 12                |
| Ucraina                | 1                 |

### Classifiche di fine anno
| Classifica (2018) | Posizione massima |
| ----------------- | ----------------- |
| Italia            | 35                |